# Danh sách trò chơi theo năm
Các trang sau viết các khoảnh khắc và sự kiện quan trọng trong thế giới trò chơi theo năm tương ứng.

## Trước thập niên 1970
- Trò chơi thế kỉ 18
- Trò chơi thế kỉ 19
- Trò chơi thập niên 1900
- Trò chơi thập niên 1910
- Trò chơi thập niên 1920
- Trò chơi thập niên 1930
- Trò chơi thập niên 1940
- Trò chơi thập niên 1950
- Trò chơi thập niên 1960

## Thập niên 1970
Thập kỉ này chứng kiến board wargame nâng thêm một bậc phổ biến, cũng như sự xuất hiện của các trò chơi điện tử sớm nhất, đơn giản nhất, và trò chơi nhập vai Dungeons & Dragons.
- Trò chơi năm 1970
- Trò chơi năm 1971
- Trò chơi năm 1972
- Trò chơi năm 1973
- Trò chơi năm 1974
- Trò chơi năm 1975
- Trò chơi năm 1976
- Trò chơi năm 1977
- Trò chơi năm 1978
- Trò chơi năm 1979

## Thập niên 1980
- Trò chơi năm 1980
- Trò chơi năm 1981
- Trò chơi năm 1982
- Trò chơi năm 1983
- Trò chơi năm 1984
- Trò chơi năm 1985
- Trò chơi năm 1986
- Trò chơi năm 1987
- Trò chơi năm 1988
- Trò chơi năm 1989

## Thập niên 1990
Nhiều sự hợp tác diễn ra trong sản xuất và phân phối trò chơi ở Mỹ.  Wizards of the Coast, khởi đầu thập kỉ nhưng là một nhà sản xuất nhỏ ở Bờ Tây, mua lại Avalon Hill sau đó, và chỉ bị qua mặt bởi Hasbro.  TSR và Iron Crown Enterprises đều sụp đổ.
```
Trò chơi thu thập thẻ bài
 (CCG) trở thành một mẫu hình kinh doanh ưu thế, đầu tiên là 
Magic: The Gathering
 và sau đó là nhiều đối thủ khác.  Giữa thập niên, hàng trăm CCG cạnh tranh cổ phần thị trường, và hầu hết các sản phẩm đều bán với giá thấp. Trò chơi thu thập cũng mở rộng từ thẻ bài sang xúc xắc, tile, và mô hình thu nhỏ.
```

The Settlers of Catan đột phá thị trường trò chơi châu Âu sang châu Mỹ. Các nhà sản xuất như Mayfair Games và Rio Grande Games bắt đầu cuộc họp với yêu cầu thị trường mới từ châu Âu.
Bán lẻ trực tuyến bắt đầu đưa ra thách thức cho các cửa hàng trò chơi "brick and mortar", mặc dù ảnh hưởng đầy đủ của thương mại điện tử chưa được cảm nhận cho đến thập kỉ tiếp theo.
- Trò chơi năm 1990
- Trò chơi năm 1991
- Trò chơi năm 1992
- Trò chơi năm 1993
- Trò chơi năm 1994
- Trò chơi năm 1995
- Trò chơi năm 1996
- Trò chơi năm 1997
- Trò chơi năm 1998
- Trò chơi năm 1999

## Thập niên 2000
Internet tiếp tục khuấy đảo việc sản xuất và phân phối trò chơi. Bán lẻ trực tuyến trở thành một mối đe dọa nghiêm trọng cho các nhà bán lẻ "brick and mortar".  Sản xuất để bàn chứng tỏ lợi ích cho các nhà thiết kế trò chơi sở thích, và cánh cửa mở cho các nhà sản xuất nhỏ sản xuất các thiết kế riêng của họ.  Z-Man Games và Fantasy Flight Games là các đối thủ chính trong công nghiệp trò chơi sở thích ở Mỹ. Trò chơi mô hình thu nhỏ chiếm phần lớn thị trường trò chơi thu thập.
- Trò chơi năm 2000
- Trò chơi năm 2001
- Trò chơi năm 2002
- Trò chơi năm 2003
- Trò chơi năm 2004
- Trò chơi năm 2005
- Trò chơi năm 2006
- Trò chơi năm 2007
- Trò chơi năm 2008
- Trò chơi năm 2009

## Thập niên 2010
- Trò chơi năm 2010
- Trò chơi năm 2011
- Trò chơi năm 2012
- Trò chơi năm 2013
- Trò chơi năm 2014
- Trò chơi năm 2015
- Trò chơi năm 2016
- Trò chơi năm 2017
- Trò chơi năm 2018
- Trò chơi năm 2019